# Mark Rosman
Mark Rosman (nascut el 15 d'agost de 1957) és un director de cinema, productor de cinema, director de televisió i guionista nord-americà.

## Fons
Rosman és fill d'un dermatòleg de Beverly Hills. Té un germà, advocat i una germana. Després de graduar-se a la Beverly Hills High School, Rosman va anar a UCLA però va marxar després de dos anys quan no va ser acceptat al programa de cinema allà. Rosman va ser acceptat al programa de cinema de la Universitat de Nova York, on es va graduar.

## Carrera
Durant el seu últim any a la NYU, va treballar com a assistent de direcció voluntari a Home Movies de Brian De Palma.
Rosman va llançar la seva carrera amb The House on Sorority Row. Rosman va ser contractat originalment per dirigir la pel·lícula de terror de 1984 Mutant, però va ser substituït per John Cardos al començament de la producció després que l'estudi es va oposar a la manera com estava rodant la pel·lícula. El 1985, Rosman acabava d'acabar la pel·lícula de Disney Channel The Blue Yonder i es va posar a treballar a Spot Marks the X quan el Writers Guild va fer vaga. El 1992, va escriure el guió del thriller Evolver i va dirigir La força. El 1997, Rosman va dirigir The Invader.
El 1998, Rosman va coescriure el guió i va dirigir la pel·lícula de Disney De mida natural, que va portar a dirigir la pel·lícula de televisió Model Behavior. Després, en Rosman va anar a treballar en diversos programes de televisió, però finalment tots es van cancel·lar. Després va dirigir Una Ventafocs moderna del 2004 i The Perfect Man, ambdues pel·lícules protagonitzades per Hilary. Duff.
Rosman també ha treballat a la televisió episòdica, dirigint episodis de Lizzie McGuire (la primera vegada que treballava amb Hilary Duff), Even Stevens, Ghost Whisperer , The New Alfred Hitchcock Presents, State of Grace i Greek .